# جاوشير أهلب
جاوشير أهلب (الاسم العلمي:Opopanax hispidus) هو نوع من النباتات يتبع جنس الجاوشير من الفصيلة الخيمية.